# Украинские народные музыкальные инструменты
Украинские народные музыкальные инструменты — самобытные инструменты, которые использовались в  народной музыке украинского народа.
Они играют важную роль в сохранении и передаче культурного наследия и отражают историю, обычаи, культуру украинского народа.

## История
О существовании украинских музыкальных инструментов  известно очень
давно. Так, например, в селе Мезин Черниговской области во время археологических раскопок поселения, проживавшего 20 тыс. лет назад, было найдены первоначальные ударные и шумовые инструменты: лопатка, бедро, челюсть мамонта, шумовой браслет и другие, применявшиеся в ритуальных целях, например, во время погребения.
О высокой музыкальной культуре восточных славян мы узнаем из памятников культуры, в частности, из фресок башни Софиевского собора, где изображены исполнители на отдельных инструментах и целые ансамбли, а также скоромохи, известные еще с XI века.
Свидетельства об исполнении музыки на  народных инструментах сохранились также в летописях, лубочных картинах XVIII века и старинных словарях. На изображениях встречаются скоморохи с бубнами, тарелками, лирами, свирелями и бандурами.
Первые исследования музыкальных инструментов связываются с трудами Николая Лысенко, который изучал репертуар кобзаря Остапа Вересая.
Вклад в изучение народных инструментов внесли труды А. Фаминцина, П. Демуцкого и Н. Финдейзена. Особое значение имеет работа Гната Хоткевича "Музыкальные инструменты украинского народа" (1930), где подробно рассмотрена история и использование инструментов.  Хоткевич популяризировал бандуру, создал музикальний учебники, заложив основу для профессиональной инструментальной практики, а также помог организовать оркестры украинских народних инструментов.
Некоторые украинские народные инструменты в советское время претерпели существенное усовершенствование. Модернизированные инструменты входят в различные ансамбли и оркестры. Среди них наиболее известные коллективы на сегодняшний день это Национальная заслуженная капелла бандуристов Украины и Национальный заслуженный академический народный хор Украины им. Веревки.

## Функции
Украинские народные музыкальные инструменты на протяжении веков сопровождали жизнь народа — в труде, быту, обрядах и праздниках. Они выполняли ритуальные, коммуникативные и другие функции, отражая культурное наследие и уникальность украинского народа.
- Ритуальная

В дохристианский период музыка играла важную магическую роль. Музыкальные инструменты сопровождали людей от рождения до смерти. Звуки гудка, скрипки, трембиты, дуды, бубна использовались в обрядах для защиты от нечистой силы, сглаза и болезней. Особые мелодии исполнялись для обеспечения здоровья детей, плодородия почвы и т.п. Обрядовая музыка сопровождалась ритуальными  действиями и была доступна немногим, чаще всего волхвам.
- Коммуникативная

Инструменты, такие как труба, рог, трембита, колокол и трещотка, служили для передачи сигналов. Они использовались пастухами для связи и ориентации в горах, а также для предупреждения о приближении врагов или стихийных бедствиях.
Украинские казаки обожали музыку и музыкальные инструменты. К клейнодам Запорожской Сечи принадлежали литавры, ударами которых собирали казаков на совет, а специальными условными сигналами передавали приказы по войску. Литавры, барабаны, трубы составляли костяк оркестра Войска Запорожского, в состав которого входили также скрипки, цимбалы, волынки, басоли. Широкую функцию выполняли музыкальные инструменты в жизни сечевых стрелков: сигналами трубы созывали бойцов к походу, передавали разные строевые приказы, и каждый сечевик знал все сигналы и подчинялся им.
- Гедонистическая

В XXI веке народные музыкальные инструменты  используются для удовольствия. Они звучат в концертных залах, на радио и телевидении, а их изучение стало частью музыкального образования.
Коллективное музицирование, традиция которого уходит корнями в эпоху Киевской Руси, особенно сохранилось в западных регионах Украины. Гуцульская музыка остаётся уникальной формой народного творчества.
Украинские музыкальные инструменты продолжают развиваться, соединяя вековые традиции с профессионализмом современных исполнителей, что делает их важной частью культурного наследия страны.

## Классификация
Данная классификация делит музыкальные инструменты на четыре группы в зависимости от источника звука.
- Самозвучные музыкальные инструменты (идиофоны)

К ним относятся: калатало, тарелки, треугольник, било, колокол, погремушка, бубенцы, рубель, деркач,  варган, кукурузная скрипка.
Идиофоны — это музыкальные инструменты, звучание которых создается самим корпусом из однородного материала (камня, дерева, металла и т. д.). Они относятся к древнейшим инструментам, возникшим в эпоху палеолита (80–13 тыс. лет назад), когда предметы из камня, дерева и кости использовались для подачи сигналов и координации труда.
Предполагается, что первыми инструментами были камни, а удар камня о камень — древнейшей формой музыки, подобной практике современных аборигенов. Археологические находки в селе Мезин Черниговской области включают инструментами из бедра и черепа мамонта, использовавшиеся как ксилофон и барабан.
В современной Украине идиофоны применяются в фольклорных ансамблях и иногда модернизируются для профессиональных оркестров.
Идиофоны наглядно подтверждают связь музыки с трудовой деятельностью и происхождение музыкальных инструментов из повседневных предметов.
- Перепоночные инструменты, или мембранофоны

Они звучат благодаря натянутой мембране из кожи или синтетической пленки.
Основные мембранофоны — это ударные инструменты (литавры, барабан, бубны). Они появились позже идиофонов и изначально использовались в ритуалах и обрядах.
На территории Украины мембранофоны известны со времен Киевской Руси: бубны применялись как сигнальные инструменты в бою и в скоморошьих играх. В XV–XVI веках барабаны и литавры заняли место военных бубнов, а в Запорожской Сечи литавры стали частью казацких клейнодов.
- Стройные музыкальные инструменты (хордофоны)

К ним относятся: гусли, цитра, кобза, бандура, торбан, гудок, скрипка, басоля, цитра, козобас, колесная лира, цимбалы.
Внутри группы инструменты делятся в зависимости от способа звукоизвлечения. Итак, струнные инструменты делятся на щипковые, смычковые и ударные.
- Духовые музыкальные инструменты (аэрофоны)

К ним относятся: флояра,свирель, дудка, кугиклы, рожок, гармошка, баян, рог, трембита, волынка, ребро, сурьма, окарина и т.д.
Духовые инструменты относятся к древнейшим музыкальным устройствам. Первые находки, датируемые палеолитом, включают дудки из костей, рогов и стеблей растений.
На территории Украины находки костяных трубок датируются 18 тыс. лет назад. В Киевской Руси духовые инструменты использовались в военной и развлекательной сферах. С XVIII века они стали частью оркестров при дворянских усадьбах, а позже — муниципальных оркестров, разделяя профессиональную и народную музыку .